# Saská XI HT

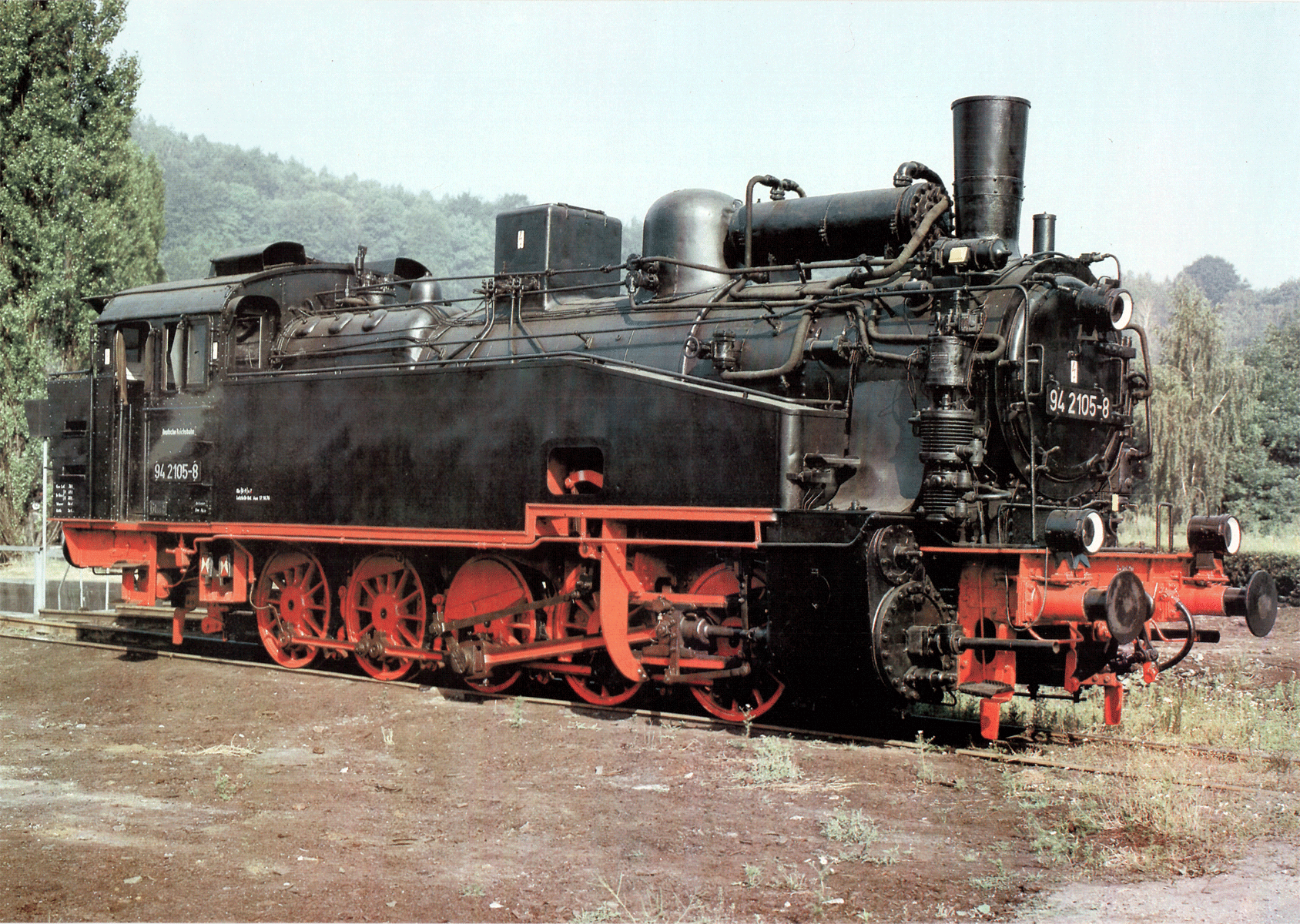
Lokomotiva 94 2108-8

Saská XI HT je označení pětispřežních tendrových parních lokomotiv Královských saských drah určených pro vozbu nákladních vlaků. Lokomotivka Sächsische Maschinenfabrik z Chemnitz vyrobila celkem 163 kusů, která byly v letech 1908-1923 zařazeny do služby. V roce 1925 je Deutsche Reichsbahn přeznačila na řadu 9419-21. V sedmdesátých letech byly poslední stroje vyřazeny z traťové služby.
Lokomotiva 94 2108-8 byla zachována jako neprovozní exponát a je umístěna krušnohorském Schwarzenbergu.